# Мин цзя
Мин цзя (кит. 名家). «Школа имён» — одна из шести основных философских школ Древнего Китая. Время существования — V—III века до н. э. Главные представители — Дэн Си, Хуэй Ши, Гунсунь Лун. Иногда к школе имён относят такого мыслителя как Инь Вэнь. В библиографическом разделе «Ханьшу» к школе имён (мин цзя) отнесены семь представителей: наряду с вышеупомянутыми также Чэнгун-шэн, Хуангун Цы и Мао-гун (все — III век до н. э.). 33-я глава «Чжуан-цзы», перечисляя китайских мыслителей, в паре с Гунсунь Лунем упоминает Хуань Туаня, однако о нём и о трёх предыдущих представителях почти ничего не известно. Позднее на учение мыслителей школы имён опирался живший в III-IV веках н. э. Лу Шэн, учёный из государства Западная Цзинь.
Основная проблематика школы имён — это соотношение «имён и реалий» (мин-ши). В историко-философской литературе школу также называют школой софистов, школой номиналистов, школой диалектиков. Считается, что наряду со школой моистов (моизм) и конфуцианцем Сюнь Куаном (Сюнь-цзы) школа активно участвовала в формировании зачатков логики в китайской мысли.
Отмечают определённое сходство между школой имён и софистами Древней Греции. По мнению известного исследователя истории древнеиндийской философии В. К. Шохина, первые представители этой школы, «заострявшие внимание своих собеседников на проблемах вроде совместимости „твёрдого“ и „белого“, является ли белая лошадь лошадью, напоминают первых брахманистских „казуистов“». Указывают также на некоторое сходство парадоксальных высказываний представителей школы имён и «софизмов» западноевропейского средневековья (в частности, «софизмов» Ричарда Софиста).
По особенностям своих идей номиналисты разделились на «школу соединения тождества и различия» и «школу разделения сущности и явления».